# Carlo Acutis
Boldog Carlo Acutis (London, 1991. május 3. – Monza, 2006. október 12.) londoni születésű olasz honlaptervező, aki leginkább arról ismert, hogy dokumentálta az eucharisztikus csodákat és Mária-jelenéseket, és katalogizálta azokat egy honlapon, amelyet leukémiában bekövetkezett halála előtt hozott létre. Jókedvéről, számítógépes ismereteiről és az Eucharisztia iránti mélységes odaadásáról volt nevezetes, ami életének központi témájává vált. A katolikus egyház 2020. október 10-én, két nappal halálának 14. évfordulója előtt boldoggá avatta. Szentté avatását 2024-ben indította meg a Szentszék, várhatóan 2025 szeptember 7-én fog megtörténni.
„Az Eucharisztia az én autópályám a Mennyországba” – Carlo Acutis

## Élete

### Születése és keresztsége
Carlo Acutis 1991. május 3-án született Londonban, Angliában, gazdag olasz családból származó Andrea Acutis és Antonia Salzano gyermekeként. Az Acutis család kiemelkedő pozíciót töltött be az olasz biztosítási iparban. A Salzano család egy kiadóvállalatot vezetett. Acutis anyai dédnagyanyja az Egyesült Államokban született, és egy New York-i földbirtokos családból származott.
Keresztelésére 1991. május 18-án került sor a chelsea-i Fájdalmas Szűzanya-templomban. Keresztapja apai nagyapja, Carlo, keresztanyja pedig anyai nagyanyja, Luana volt.
Első dadája egy fiatal skót nő volt, aki egyszer egy kis alkoholt adott neki, hogy segítsen neki elaludni. Egyik szülő sem volt vallásos, és Carlo születése előtt Londonban és Németországban dolgoztak.
A család 1991 szeptemberében, nem sokkal Carlo születése után Milánóba költözött. Mindkét szülő a családjuk vállalkozásában kezdett dolgozni, Acutisra pedig egy új ír dadus vigyázott.
Néhány bölcsődei látogatástól eltekintve, Carlo korai gondozásának nagy részét dadusok végezték. Egy ilyen bölcsődei látogatás alkalmával más gyerekek zaklatni, bántani kezdték. Egy lengyel dadus gondozása alá került, aki szerint Carlo "túl jó" volt, és megpróbálta megtanítani őt arra, hogy szabjon határokat, hogy a többi gyerek ne vegye el a játékait. Carlo viszont így válaszolt neki: "Jézus nem örülne, ha elveszíteném a türelmemet".
Nyáron Carlot anyja szüleihez küldték Centolába. Miután a tengerparton töltötte a napot, a helyi plébániatemplomban több idősebb nővel együtt imádkozta a rózsafüzért. A családjának Santa Margherita Ligurében volt egy hajója.

### Iskolai évei
Acutis első osztályos iskolája, a San Carlo Intézet, Milánó egyik legelitebb iskolája volt. A fiú 1997 szeptemberében kezdte meg tanulmányait, de az iskola messze volt az otthonuktól, ezért három hónappal később átkerült a Marcelline Tommaseo Intézetbe, amely némileg közelebb volt. Az iskolába vezető séták során különös érdeklődést mutatott az útközben megismert házmesterek iránt, akiknek többsége nem volt olasz. Miután megtanulta a nevüket, minden reggel megállt személyesen köszönteni őket.
2002 szeptemberétől a Szent Marcellina nővérek által fenntartott Marcelline Tommaseo Intézetben részesült középiskolai oktatásban, majd a jezsuita XIII. Leó pápa gimnáziumba járt. Átlagos tanuló volt, de szeretett olvasni és önállóan tanulmányozni az őt érdeklő területeket, köztük az informatikát. Saját maga erejéből megtanult szaxofonozni is. Volt egy korrepetitora, aki segített neki a házi feladataiban, és végül a templomba is követte.
Az iskolán kívül önkéntes munkát végzett, hajléktalanoknak és nincsteleneknek segített. Emellett szerette a filmeket, a képregényszerkesztést és a PlayStation videojátékokat. Küzdött a súlyával, gyakran túlzásba vitte a Nutella fogyasztását. Áldozatként lemondott az édességekről vagy kedvenc filmjeiről, mint a fatimai gyerekek. Csodálta a ferencesek szegénységét, és igyekezte azt utánozni.

### Cselekedetei
Carlo a természet szerelmese volt. Az apja látta, hogy mindig teletömi zsebeit szeméttel és cigarettacsikkekkel, ezért vett neki egy eszközt, amellyel túrázás közben felszedhette a szemetet. A tengerparton egy felfújható csónakot, búvárúszót és uszonyokat használt, hogy összeszedje a szemetet az óceánban. Nagyon dühös lett akkor is, amikor gyíkokat taposó fiatalokkal találkozott. Állatbarát volt, otthon két macskát, négy kutyát és halakat tartott, és megkérte a szüleit, hogy minden kóbor állatot, amit talált, fogadjanak be.
Carlo nagyon aggódott a barátaiért, akiknek a szülei válófélben voltak, és meghívta őket a házába, hogy biztassa őket a kitartásra. Az iskolában megvédte társait, amikor a kötekedők gúnyolták őket. Néha látta, hogy két barátja veszekszik az iskolában, majd iskola után meghívta őket a házába, hogy segítsen nekik kibékülni. Azokért a lányokért is szót emelt, akiket kifütyültek vagy zaklattak, és felszólította a fiúkat, hogy hagyják abba.
Amikor nagyszüleitől egy évben több játékot kapott születésnapjára, Acutis felkereste a milánói kapucinus szerzeteseket, és olyan gyerekeknek adományozta őket, akiknek nem volt. Esténként Acutis megkérte a nagymamáját, hogy készítsen uzsonnát egy embernek, aki a házukhoz közeli parkban koldult. Amikor odaadta a koldusnak, még egy kis zsebpénzt is adott neki, hogy reggel kávét vehessen.

### Családi élete
Acutis szüleinek még Carlo életében nem lehetett más gyermekük, bár szerettek volna, és találkoztak orvosokkal, hogy segítsenek nekik a fogantatásban. Édesanyja, Antonia állítólag az ő közbenjárásának tulajdonítja, hogy 44 éves korában ikreket szült, Michelét és Francescát, akik napra pontosan négy évvel a halála után születtek. Carlo életében unokatestvére, Flavia volt a legjobb barátja.
Az Acutisék egy Indiából bevándorolt bráhmin bevándorlót alkalmaztak, hogy a háztartásukban dolgozzon. Rajesh Mohur és Carlo hamar összebarátkoztak. Idővel, miután beszélgetett Carloval a kereszténységről, Mohur kérte, hogy kereszteljék meg. Mohur egyik barátja, Seeven Kistnen szintén megtért és megkeresztelkedett, miután találkozott Carloval és hallotta őt a hitről beszélni.
Acutis édesanyja, Antonia világi családban nőtt fel. Még főiskolás korában bérmálkozott, és egyházi házasságot kötött, de Acutis születése előtt nem járt szentmisére. A fia hite és a fiú kitartó kérdései vezették vissza a hithez. Hasonlóan járt az édesapja is. Antóniát felkérték, és beleegyezett, hogy Acutis elsőáldozása után katekézisórát vezessen, bár nem érezte magát erre alkalmasnak.
Az Acutis család néha papokat hívott meg vacsorára, köztük a Hittani Kongregáció egyik magas rangú tisztviselőjét. A család ösztöndíjakat is támogatott a Pápai Keleti Intézet és a Pápai Bibliai Intézet hátrányos helyzetű hallgatói számára.
Bár nagyon szeretett utazni, és számos országban megfordult, Assisi városa továbbra is kedvence maradt. Szülei egy második házat vásároltak a városban.
Bár Acutist számítógépes zseninek tartották, a szülei nem voltak ennyire képzettek, és azt mondták, nem tudták, hogyan kell beállítani a szülői felügyeletet a számítógépén.

## Hitoktatása és áhítata
Amikor Acutis hároméves volt, anyai nagyapja, Antonio Salzano meghalt. Néhány nappal a halála előtt Carlo jelen volt, amikor nagyapja megkapta a betegek kenetét. A nagyapa állítólag álmában jelent meg neki, és kérte, hogy imádkozzon érte. Nem sokkal a halála után Carlo felvette a kabátját, miközben a nagyanyja ápolta, és kérte, hogy vigye el a templomba. Amikor az asszony megkérdezte tőle, hogy miért, Carlo azt mondta, hogy a nagyapjáért akar imádkozni, aki "elment Jézushoz".
Amikor Carlo a katolikus vallásgyakorlás iránt érdeklődött, kérdéseire a család lengyel bébiszittere válaszolt.

### Plébániai élete
Amikor Carlo 12 éves volt, katekéta lett a plébániáján, a Santa Maria Segretában. Az akkori olaszországi struktúrában a hitoktatást jellemzően fiatal csoportvezetők tartották ifjúsági csoportokban, szemben az osztályterem élén álló felnőttekkel. A pap vagy más felnőtt adta a leckét, a fiatalok pedig átadták azt társaiknak.

Plébánosa azt mondta Acutisról

„Carlo egy kivételesen nyitott fiatalember volt. Tényleg fejlődni akart a szülei, Isten, az osztálytársai és azok szeretetében, akik kevésbé szerették őt. Tanulmányai során is igyekezett odatenni magát, hogy a katekizmus órán, valamint az iskolában és az informatikában is képezze magát.”

### Szentségei
Acutis 1998. június 16-án, hétéves korában részesült elsőáldozásban a milánói Sant'Ambrogio ad Nemus kolostorban. Ezt követően a szentmise előtt vagy után igyekezett elmélkedni a tabernákulum előtt. Carlo gyakori szentáldozó lett, gyakran részt vett az eucharisztikus szentségimádáson, és heti rendszerességgel gyónt. 2003. május 24-én bérmálkozott a Saint-Marie Secrete templomban.

### Zarándoklatai
A Meteorában járva Carlo meglátogatott egy keleti ortodox templomot, találkozott hieromonokkal, és figyelte, ahogy a hívek megcsókolják az ikonokat az ikonosztázon.
Acutis 2005 februárjában látogatott el először a franciaországi Lourdes-ba. A következő évben, 2006 februárjában Portugáliába utazott – utoljára a Santarémi Legszentebb Csoda szentélyét és a Fátimai Szűzanya szentélyét látogatta meg.
Apja egyszer azt javasolta, hogy a család látogasson el a Szentföldre, de Carlo azt válaszolta, hogy inkább Milánóban maradna: "Miért menjek oda, ahol Jézus 2000 évvel ezelőtt volt, amikor most itt van?" Bár a Szentföldet szerette volna meglátogatni, ehelyett úgy döntött, hogy elzarándokol minden egyes milánói templomba, mivel sok közülük gyakran üres volt.
2002-ben szüleivel részt vett a Rimini Találkozón.

### A szentek iránti áhítata
Állítólag számos példakép vezérelte életét, különösen Assisi Ferenc, valamint Francisco és Jacinta Marto, Savio Szent Domonkos, Szent Tarzíciusz, Bernadette Soubirous és Pazzi Szent Mária Magdolna. Gyakran járt egyedül templomba. Gyakran imádkozott őrangyalához, és különleges áhítattal volt Szent Mihály arkangyal iránt.

## Weboldalak
A körülötte élők "kockának" tartották a számítógépekkel és az internettel kapcsolatos szenvedélye és jártassága miatt. Jártas volt a Dreamweaver, a Java, a C++ és az Ubuntu használatában. Gyakran segített másoknak technikai kérdésekben.
Amikor 14 éves volt, a plébánosa megkérte, hogy készítsen egy weboldalt a milánói Santa Maria Segreta plébánia számára. Ezt követően a gimnáziumának papja kérte meg, hogy készítsen egy weboldalt az önkéntesség népszerűsítésére, amin Acutis 2006 nyarának nagy részét dolgozott. Ezzel a munkával megnyerte a "Sarai volontario" (Önkéntes leszel) elnevezésű országos versenyt.

### Eucharisztikus csodák
Mivel Carlo látta, hogy a hitet új módon kell átadni a fiatalabb generációnak, egy olyan honlap létrehozására vállalkozott, amely a világ minden egyes bejelentett eucharisztikus csodáját, valamint a katolikus egyház által jóváhagyott Mária jelenések listáját tartalmazza. Nagyra értékelte Boldog Giacomo Alberione kezdeményezéseit, hogy a médiát az evangelizációra és az evangélium hirdetésére használja, és az általa létrehozott weboldallal is ezt kívánta tenni.
Carlót a Lancia, a Ferrari és a Maserati olasz formatervei ihlették, amelyek az autókon kívül művészeti alkotások is. Miután részt vett a Rimini Találkozón, amely nem messze az autógyáraktól zajlott, azon kezdett el gondolkodni, hogy az egyház miért nem tudja jobban bemutatni Krisztust és az Egyházat.
Acutis 2004-ben indította el a weboldalt, és két és fél évig dolgozott rajta, az egész családját bevonva a projektbe. A honlapot 2006. október 4-én, Szent Ferenc ünnepén mutatták be, néhány nappal a halála előtt. Acutis nem tudott részt venni a római Borromeo Szent Károly templomban templomban rendezett kiállításának bemutatóján, mivel kórházba került. A tárlatot középiskolájában, a XIII. Leó Intézetben is bemutatták.

## Utolsó napjai

### Betegsége
2006. október 1-jén Carlonál torokgyulladás alakult ki. A szülei elvitték egy orvoshoz, aki parotitist és kiszáradást állapított meg nála, amit egy második orvos, a család barátja is megerősített. Néhány nappal később a fájdalom erősödött, és vér volt a vizeletében. Október 8-án, vasárnapra Acutis már túl gyenge volt ahhoz, hogy felkeljen az ágyból és elmenjen a szentmisére.
Acutist egy vérbetegségekre szakosodott klinikára vitték, és akut promyelocytás leukémiát diagnosztizáltak nála. Szinte semmi esélyt nem adtak neki a gyógyulásra. Az intenzív osztályra szállították, és légzőmaszkot kapott, hogy segítse a légzését. Egy álmatlan éjszaka után Acutist a Milánótól északra fekvő San Gerardo kórházba szállították, amely egyike volt annak a három olaszországi kórháznak, amely fel volt szerelve a betegsége kezelésére.
Behívták a kórházi lelkészt, aki feladta a beteg kenetét. Amikor egy nővér bejött, megkérte, hogy ne ébressze fel a szüleit, mert azok már nagyon fáradtak, és nem akarta őket még jobban aggasztani.
Acutis felajánlotta szenvedését XVI. Benedek pápáért és a katolikus egyházért is, mondván: „Felajánlom az Úrnak azokat a szenvedéseket, amelyeket a pápáért és az egyházért el kell viselnem”. Arra kérte szüleit, hogy zarándoklatokra vigyék el a világ összes ismert eucharisztikus csodájának helyszínére, de romló egészségi állapota ezt megakadályozta.

Az utoljára őt kezelő orvosok megkérdezték tőle, hogy nagy fájdalmai vannak-e. Erre a kérdésre azt válaszolta, hogy "vannak emberek, akik sokkal jobban szenvednek, mint én". Az édesanyjához intézett utolsó szavai a következők voltak:

„Anya, ne félj! Amióta Jézus emberré lett, a halál átjáró lett az élet felé, és nem kell menekülnünk előle. Készüljünk fel arra, hogy az örök életben valami rendkívüli dolgot tapasztaljunk meg!”

### Halála és temetése
Acutis kómába esett, és az intenzív osztályra szállították, ahol vértisztító kezelésnek vetették alá. Agyvérzést kapott, és október 11-én agyhalottnak nyilvánították. Carlo 2006. október 12-én, 18:45-kor halt meg. 15 éves volt halálakor.
Miután a hullaház megtisztította a holttestet, Acutis szülei hazavitték, ahol a következő négy napban emberek özöne érkezett, hogy lerója végső tiszteletét. Carlo testének szentségszaga volt[forrás?]. Temetésén idegenek tömege vett részt.
Sok fiatal, aki elszakadt az egyháztól, visszatért a temetésére, majd három hónappal később egy emlékmisére. Megalakult a Carlo Acutis Baráti Kör, amely évente gyászmiséket szervez.
Volt egy nő, akinek rákos daganata volt a temetésén. Néhány nappal a temetés után az orvosa közölte vele, hogy a daganat eltűnt. Szintén a temetésen volt egy 44 éves nő, aki gyermeket szeretett volna, de nem tudott szülni. Kilenc hónappal a temetés után megszületett a gyermeke. Mindkét nő Acutis közbenjárásának tulajdonítja a csodát.

### Exhumálása és eltávolítása
Acutis utolsó kívánsága volt, hogy halála után Assisiben temessék el. Halála után egy évvel holttestét kívánságának megfelelően az assisi temetőbe szállították.

Carlo Acutis sírja az olaszországi Assisiben, a Spoliation szentélyében

## Öröksége
Miután a katolikus egyház 2020-ban elismerte a csodát, amelyet Acutisnak tulajdonítottak, Antonia a sajtónak elmondta, hogy fia álmaiban jelent meg neki, és azt mondta, hogy a jövőben nemcsak boldoggá avatják, hanem szentté is.
Van egy honlapja a szentté avatási ügyének, egy másik a pedagógusoknak, fiataloknak és imacsoportoknak, valamint az általa inspirált négy kiállítás mindegyikének.

### Eucharisztikus csodák fotókiállítása
Acutis emlékére Raffaello Martinelli és Angelo Comastri püspökök segítettek megszervezni egy utazó fotókiállítást az összes eucharisztikus csoda helyszínéről. A kiállítás azóta öt kontinens több tucatnyi országába eljutott.
A kiállítás nyomtatott változatának előszavát Angelo Comastri bíboros írta, és 18 nyelvre fordították le. A kiállítás több mint 10 000 helyre eljutott, többek között templomokba, kongresszusi palotákba, ifjúsági klubokba és fogadóközpontokba. A kiállítást elvitték Francisco és Jacinta Marto szentté avatására is a portugáliai Fatimába.

### Boldog Carlo Acutis plébánia
2020. december 15-én Bernard Longley érsek a kánonjog rendelkezései alapján új plébániát alapított a Birminghami főegyházmegyében Boldog Carlo Acutis patronátusa alatt. Az egyházközség magába foglalja a Wolverhamptonban található három templomot, a Szent Péter és Pál, a Szent Mihály és a Szent Bernadett templomot.
2021 júliusában a chicagói Logan Square-i St. John Berchmans és a Bucktown-i St. Hedwig-plébániák egyesültek Boldog Carlo Acutis patronátusa alatt.

### Életrajzok
Halála után több életrajzot is írtak Acutisról. Az egyik, Az Eucharisztia: My Highway to Heaven című könyvet Nicola Gori, a L'Osservatore Romano riportere írta, aki 2019 óta Acutis ügyének posztulátora.

### Egyéb
2022 áprilisában állították fel az első életnagyságú Acutis-szobrot az Egyesült Királyságban, a skóciai Carfin Grottóban (North Lanarkshire).

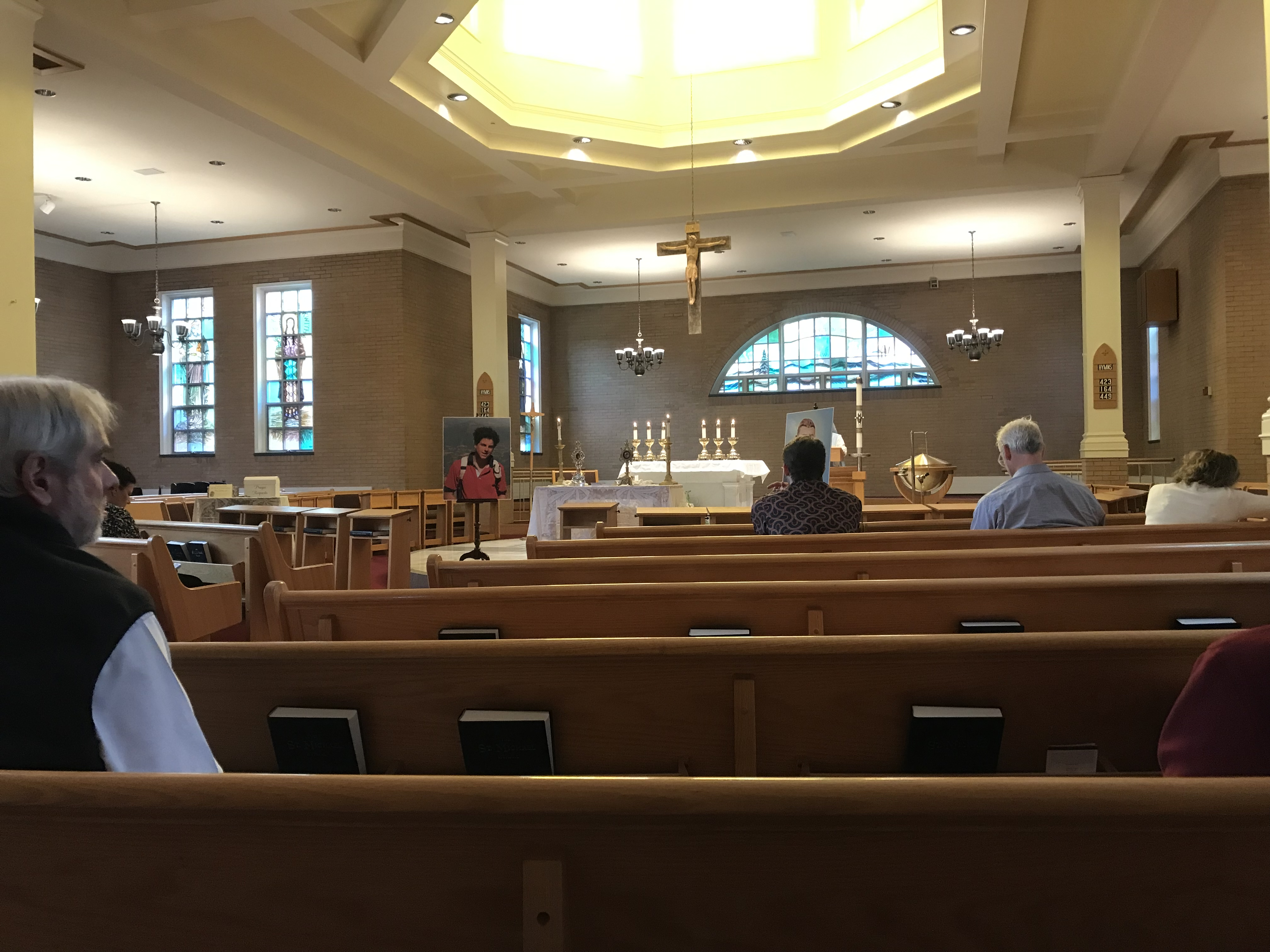
Boldog Carlo Acutis és Szent Manuel González García ereklyéi a Dartmouth College Szent Kelemen kápolnájában

Carlonak gyakran idézik ezen mondatát: "mindannyian eredetinek születünk, de sokan közülünk fénymásolatként halnak meg". A 2018-as ifjúsági szinódust lezáró dokumentumban Ferenc pápa használta ezt a mondatot, és így méltatta Acutist:

„Carlo nem esett bele a csapdába. Látta, hogy sok fiatal, ha különbözőnek is látszik, a valóságban hasonlít egymásra, mivel a fogyasztás és a kábulat mechanizmusain keresztül a hatalmasok által rájuk kényszerített mechanizmusok mögé menekül. Így nem engedik, hogy az Úr által számukra teremtett ajándékok áramoljanak beléjük. Nem kínálják fel a világnak ezeket a személyes és egyedi ajándékokat, amelyeket az Úr mindegyikükbe elvetett.”

Ferenc pápa úgy beszélt Acutisról, mint a normális életet élő emberek számára a szentségben való növekedés mintájáról.
Carlo Acutis ereklyéi az Eucharisztikus csodák fotókiállításával együtt bejárták az egész világot.

## Boldoggá avatása

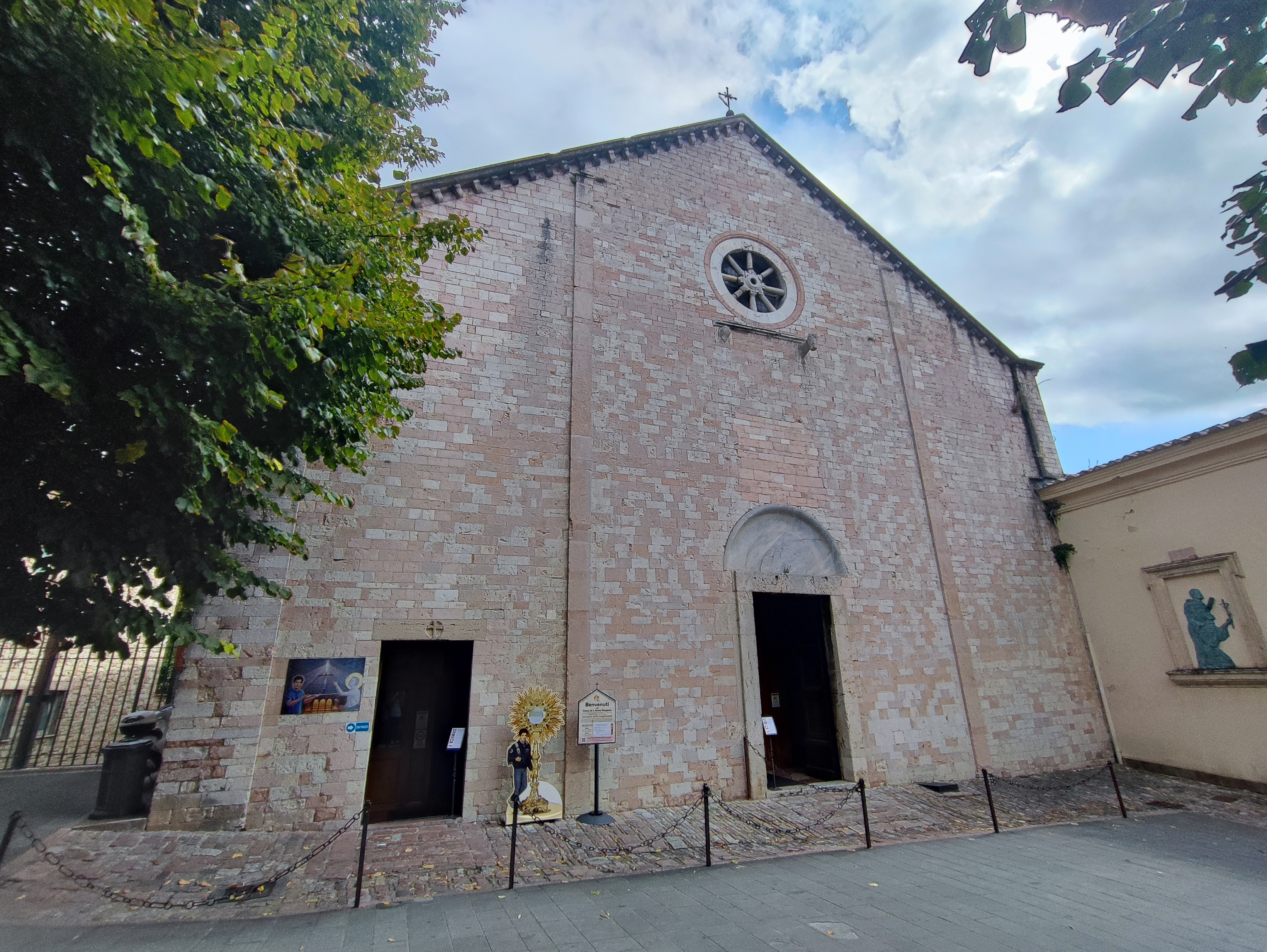
Santa Maria Maggiore, Assisi, Acutis temetkezési helye

A kezdeményezés 2013. május 13-án nyert lendületet, amikor a Szentek Ügyeinek Kongregációja kiadott egy nihil obstatot, amelyben kijelentette, hogy semmi sem akadályozza az ügyet a továbblépésben. Ekkor nevezték ki Isten szolgájának, ami a szentté avatás felé vezető út első állomása. A Lombardiai Püspöki Konferencia egy 2013-as ülésén jóváhagyta a hivatalos szentté avatási ügy továbbvitelére vonatkozó kérvényt.
Az egyházmegyei vizsgálat megnyitására 2013. február 15-én került sor, az eljárást Angelo Scola bíboros nyitotta meg, és 2016. november 24-én zárult le. Scola azt mondta, hogy Acutis nem "filmsztárnak, hanem mennyei csillagnak" lett elhívva, és hogy Acutis "új kincs az ambrosiánus egyházban". A hivatalos bevezetés az ügybe 2013. május 13-án történt, és Acutis az "Isten szolgája" címet kapta. Ferenc pápa legközelebb 2018. július 5-én erősítette meg életét, mint hősies erényt, és nyilvánította tiszteletreméltóvá.

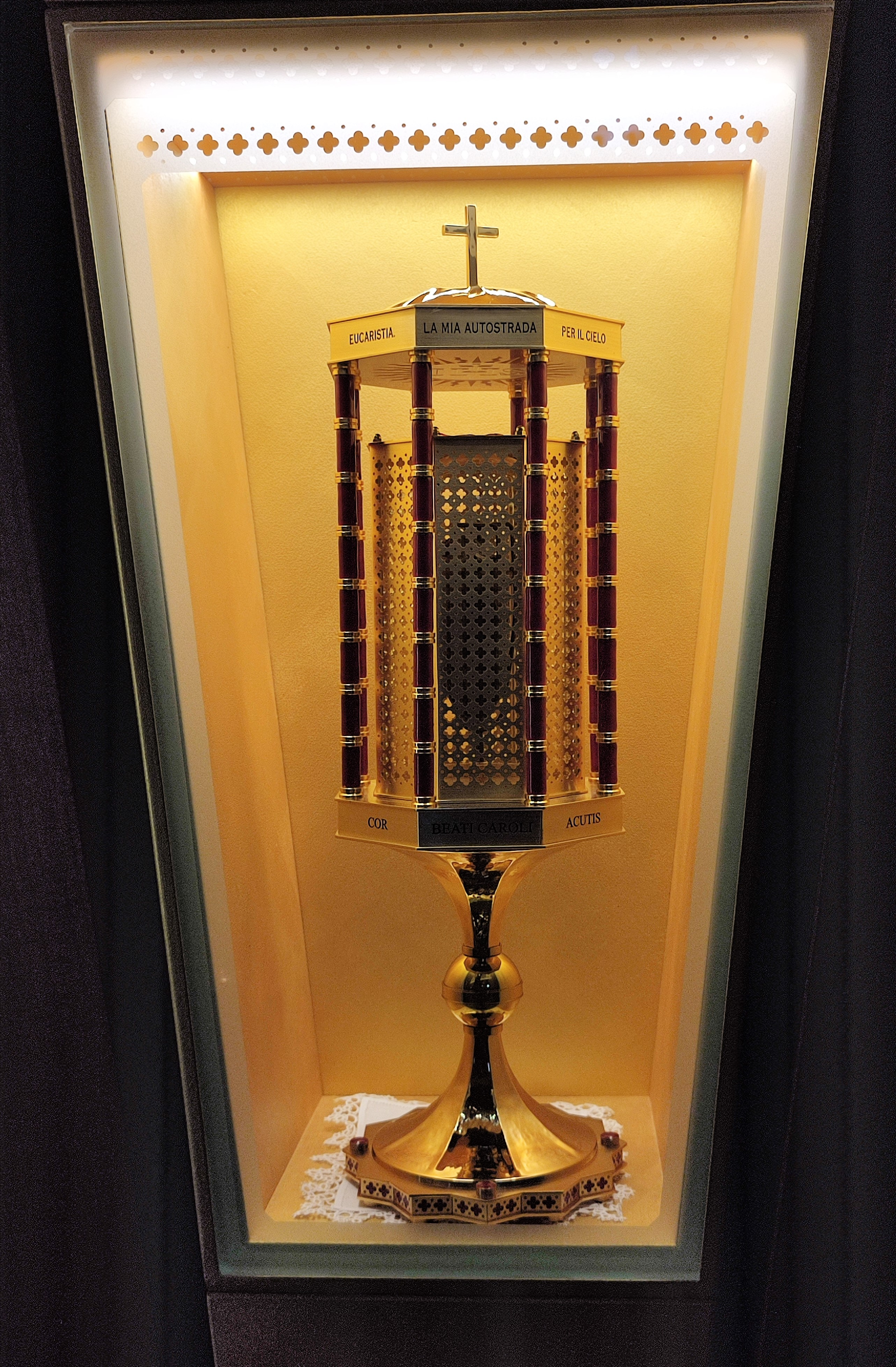
Ereklyetartó Carlo Acutis vércseppjeivel

2019. november 14-én a vatikáni Szentek Ügyeinek Kongregációjának Orvosi Tanácsa pozitívan nyilatkozott egy Brazíliában történt csodáról, amelyet Acutis közbenjárásának tulajdonítottak. Luciana Vianna egy imaórára vitte fiát, Mattheust, aki hasnyálmirigy-rendellenességgel született, ami megnehezítette az evést. Vianna már előzőleg imádkozott egy novénát, amelyben a tinédzser Acutis közbenjárását kérte. Az istentisztelet alatt a fia azt kérte, hogy "ne hányjon annyit". Közvetlenül az istentisztelet után Mattheus elmondta az édesanyjának, hogy meggyógyultnak érzi magát, és szilárd ételt kért, amikor hazaérkezett. Addig kizárólag folyékony étrendet tartott. Részletes vizsgálat után Ferenc pápa 2020. február 21-én dekrétumban erősítette meg a csoda hitelességét, ami Acutis boldoggá avatásához vezetett.
A rendeletet követő egy hónapon belül a boldoggá avatási szertartást elhalasztották az Olaszországban kitört COVID-19 világjárvány miatt, amelynek idején az országot zárlat alá helyezték. Az ünnepséget 2020. október 10-re tűzték ki, és az olaszországi Assisi Szent Ferenc-bazilika Felsőtemplomában tartották meg, a pápa nevében Agostino Vallini bíboros elnökölt. Acutis ügyének posztulátora 2019-től Nicola Gori.
A 2020. október 10-i boldoggá avatási szertartás óta néma tömegek vonulnak el a boldoggá avatott ifjú kitett ereklyéi mellett Assisi egykori székesegyházában, a Santa Maria Maggiore templomban.

## Szentté avatása
2024. május 23-án Ferenc pápa elismerte az Acutis közbenjárásának tulajdonított posztumusz csodát, ezért jogosult a szentté nyilvánításhoz. A Vatikán még nem közölte, hogy ez mikor fog megtörténni. Acutis lesz az első szent az Y generációból.
Acutis azután került a szentté avatás útjára, hogy a pápa már 2020-ban jóváhagyott egy neki tulajdonított csodát: egy hétéves brazil kisfiú a család hite szerint Acutis közbenjárása révén gyógyult meg, miután egy pap imádkozott Acutishoz a gyermekért.
Az ő közbenjárásának tulajdonított, újonnan elismert csoda 2022-ben történt, amikor egy Valeria nevű Costa Rica-i nő leesett a kerékpárjáról, és agyvérzést szenvedett, az orvosok pedig kevés esélyt adtak neki a túlélésre. Valeria édesanyja, Lilliana, Acutis közbenjárásáért imádkozott, és meglátogatta a sírját. Még aznap Valeria újra önállóan kezdett lélegezni, és másnap már járni is tudott, a vérzés minden jele eltűnt.

## Lásd még
- A boldoggá avatottak névsora

## Hivatkozott munkák
- Conquer, Will. Carlo Acutis: A Millennial in Paradise. Sophia Institute Press (2021)

## Fordítás
Ez a szócikk részben vagy egészben  a   Carlo Acutis című angol Wikipédia-szócikk ezen változatának fordításán alapul.  Az eredeti cikk szerkesztőit annak laptörténete sorolja fel. Ez a jelzés csupán a megfogalmazás eredetét és a szerzői jogokat jelzi, nem szolgál a cikkben szereplő információk forrásmegjelöléseként.